# Parc d'État de Garrapata
Le parc d'État de Garrapata est un parc d'État côtier de Californie, aux États-Unis, situé 10 km au sud de Carmel-by-the-Sea et à 29 km au nord du village de Big Sur sur la côte de Monterey. Le parc a été créé en 1979 et couvre 1189 hectares. Les otaries de Californie, les phoques communs et les loutres de mer fréquentent les eaux côtières tandis que les baleines grises passent à proximité lors de leur migration annuelle.

## Description
Le parc d'État de Garrapata présente un front de mer de 3 km, avec randonnée côtière et une promenade grimpant jusqu'à une vue sur le Pacifique. Le parc offre une végétation côtière diversifiée avec des sentiers allant des plages de l'océan aux bosquets denses de séquoias côtiers. Les falaises côtières à l'ouest et à l'est de la Big Sur Coast Highway sont couvertes de buissons de coyotes, de caféiers de Californie, d'armoises de Californie, de lupins buissonnants, de fleurs bleues et d'autres plantes de broussailles côtières. Le parc comprend également des promontoires côtiers à Soberanes Point.
Il n'y a pas d'entrée principale au parc. Les visiteurs peuvent se garer dans plusieurs aires de stationnement le long de la Big Sur Coast Highway.
Les plages du parc ont été utilisées pour les loisirs naturistes.

## Histoire
La région abritait autrefois les tribus Ohlone et Rumsien'. Le site le long de la côte, de la rivière Carmel à Palo Colorado Creek, était au XIXe siècle utilisé pour l'élevage, ce qui a perduré jusque dans les années 1950,.
L'État de Californie a acquis sa première parcelle de propriété en 1980 ; Garrapata (tique en espagnol) a été classé parc d'État en 1985. Certains éléments du parc portent encore les noms des anciens propriétaires des ranchs.
La majeure partie du parc a été brûlée par l'incendie de Soberanes en 2016, une partie des accès seulement a rouvert en mai 2018.

## Galerie

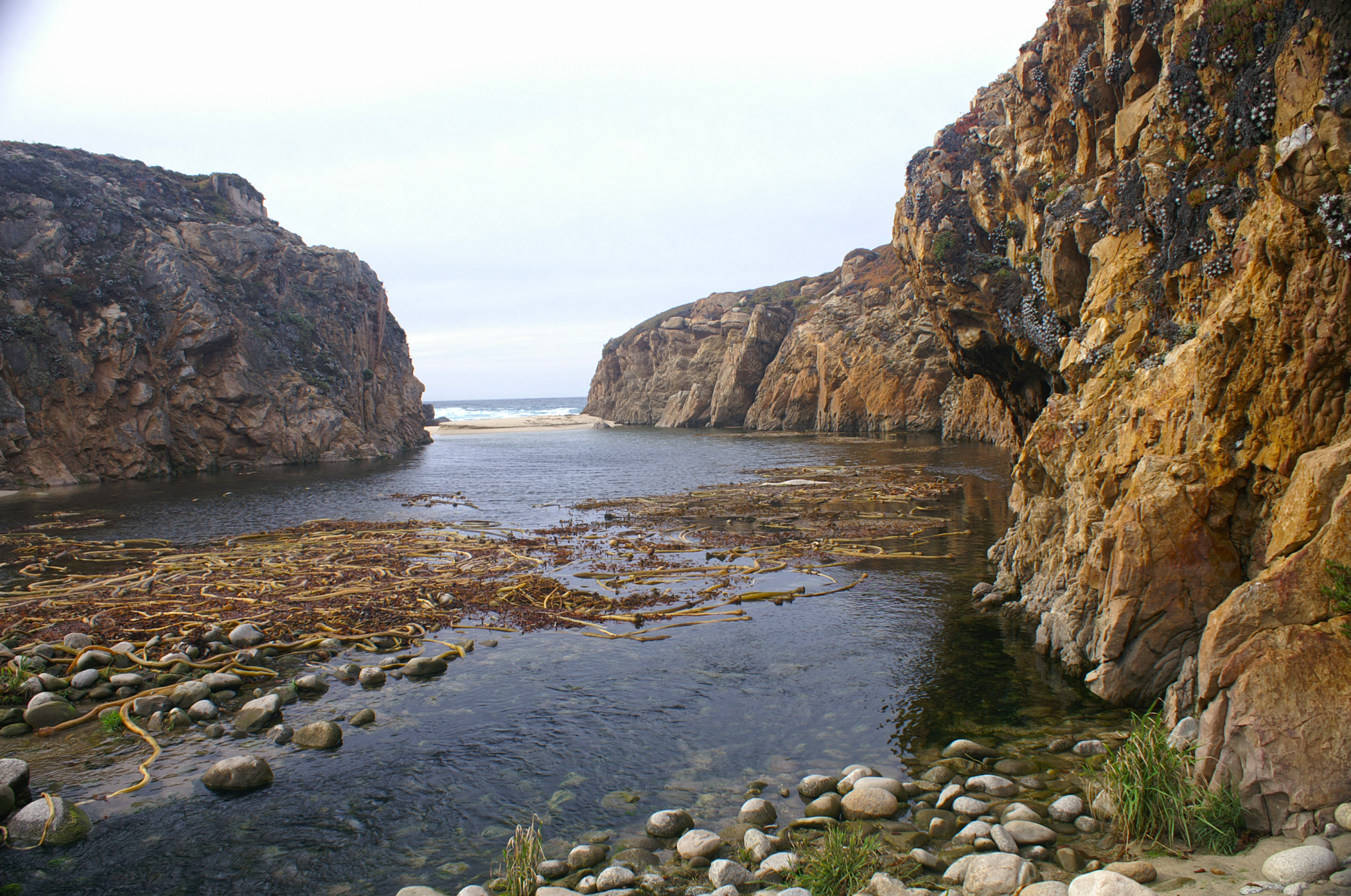
Embouchure du ruisseau Garrapata
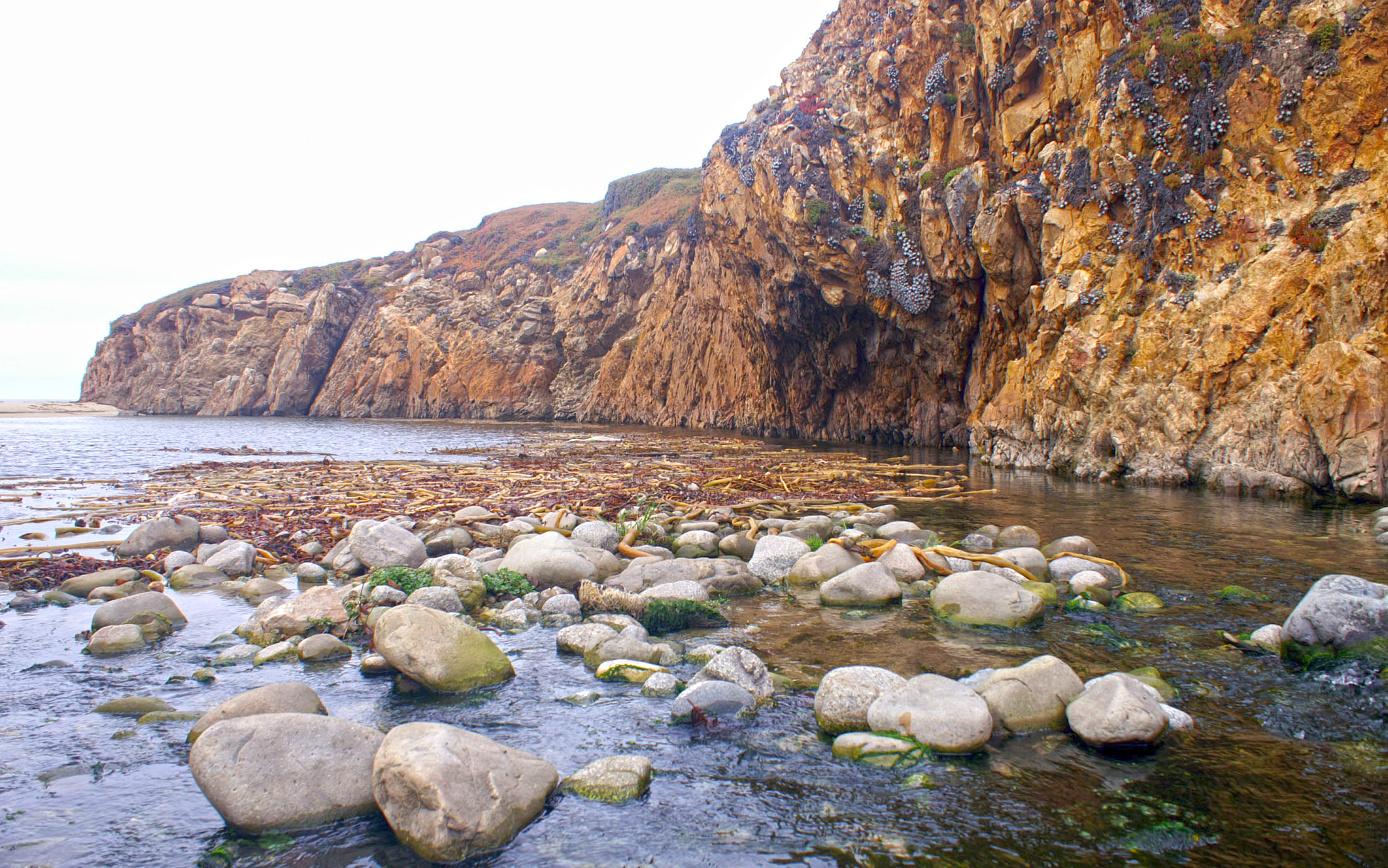
Crique à l'embouchure du ruisseau Garrapata
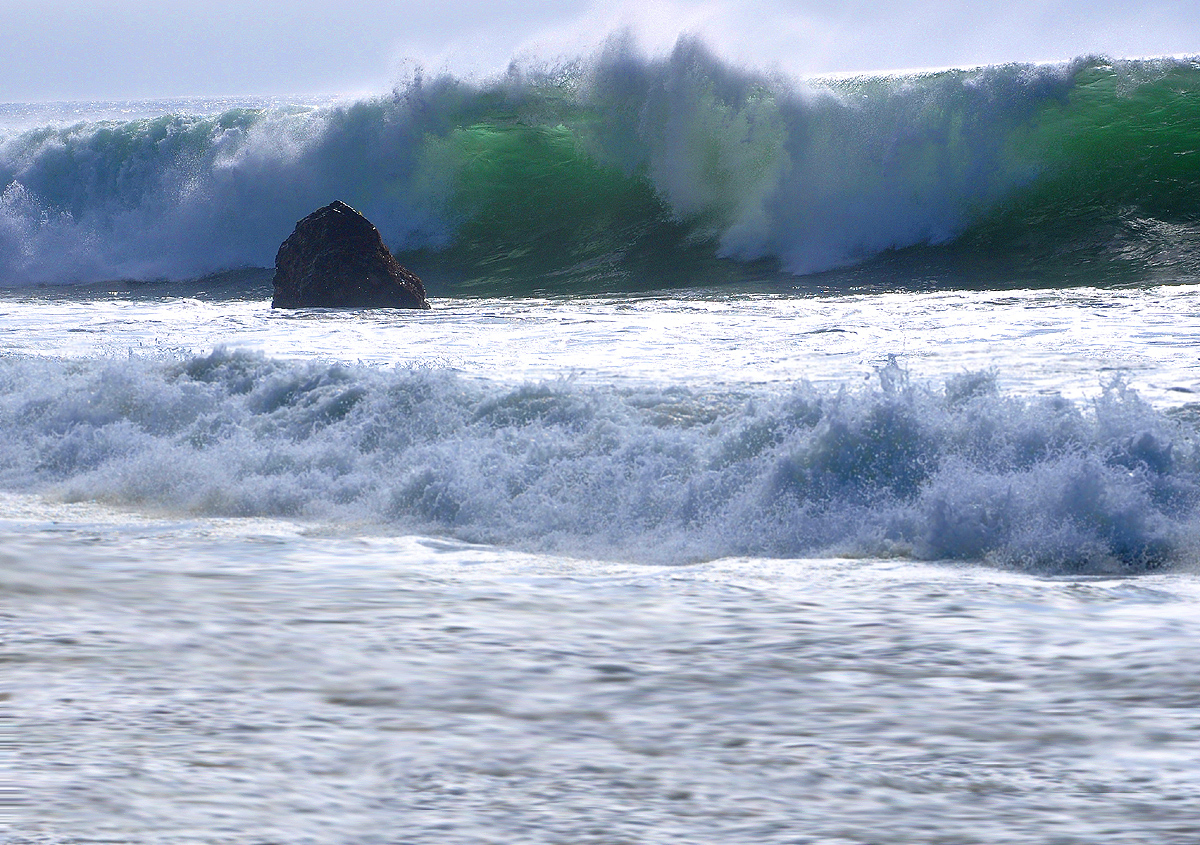
La côte de Garrapata est caractérisée par ses grosses vagues.
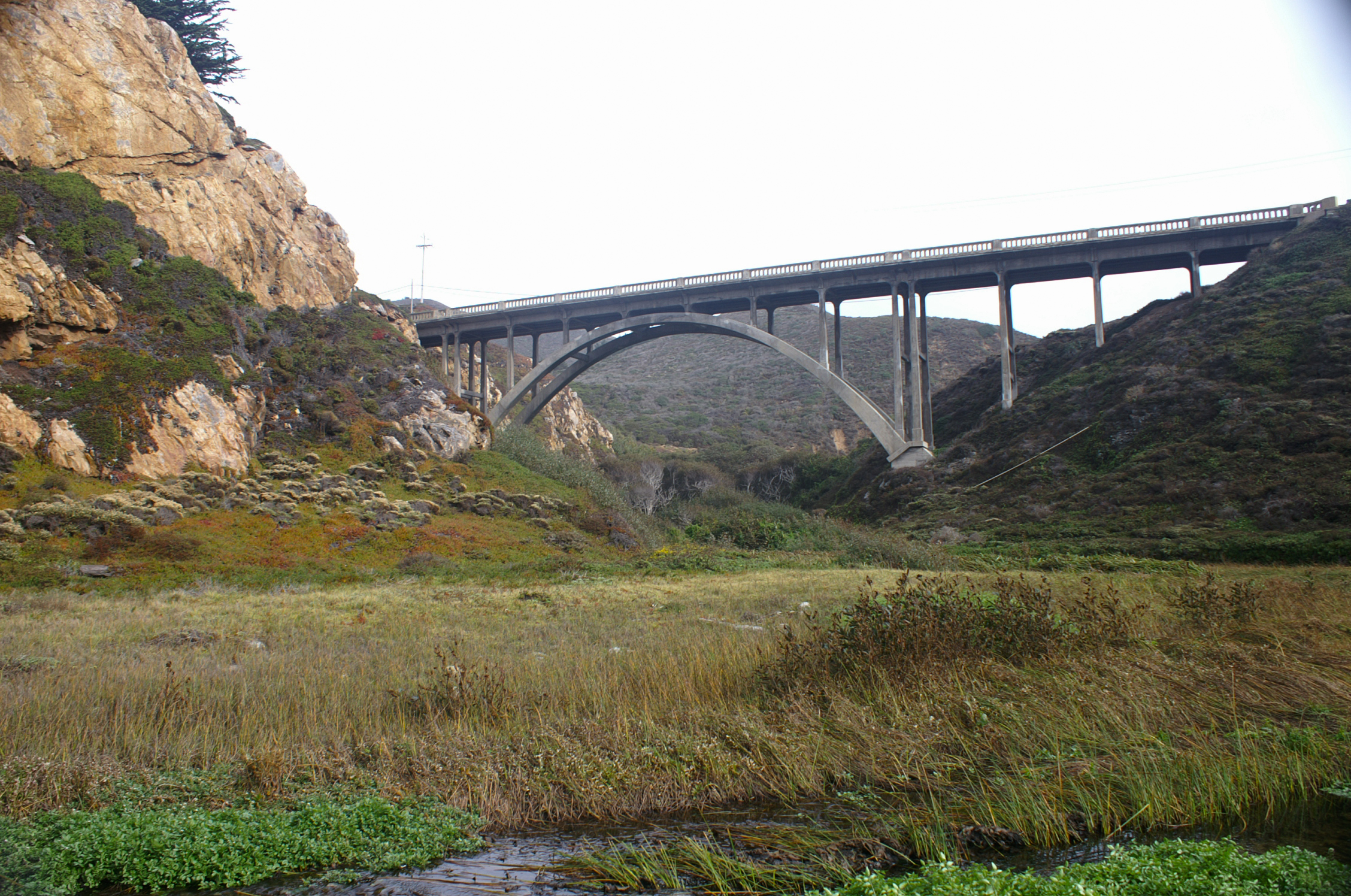
Pont sur le ruisseau Garrapata
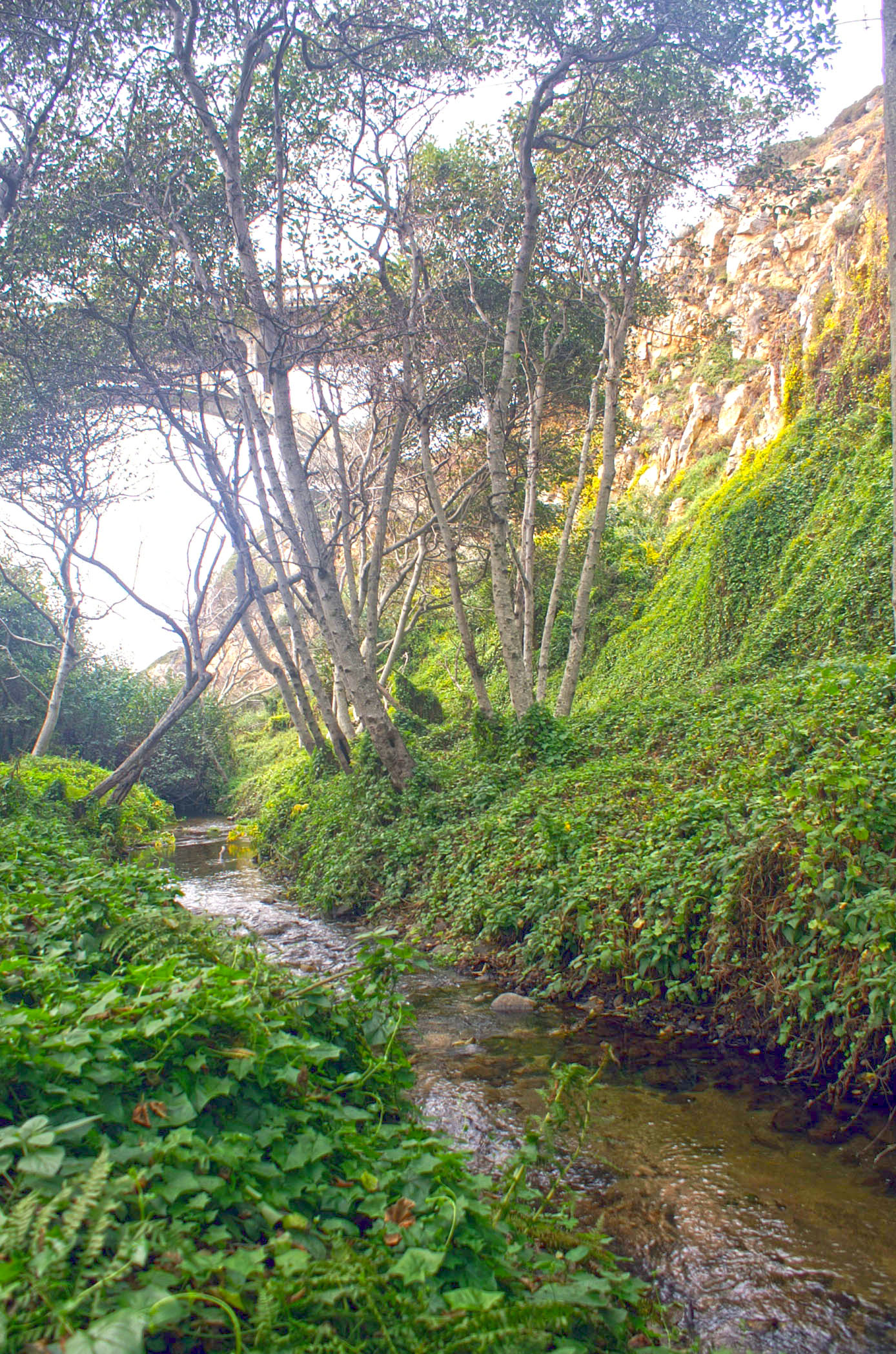
Ruisseau Garrapata